# Sven Hüber
Sven Hüber (Görlitz, nacido en 1964) fue un oficial político de las tropas de la frontera de la República Democrática Alemana y actualmente uno de los presidentes del consejo principal de personal de la policía federal alemana.
Como oficial político, Hüber fue responsable de dar a los soldados instrucción y propaganda políticas. Trabajó para el regimiento 33 (Treptow) de Berlín. El 6 de febrero de 1989 en su sector fue abatido Chris Gueffroy, la última víctima mortal en la frontera entre las dos alemanias.
Su caso y la pregunta sobre cómo ocuparse de la responsabilidad moral, fueron discutidos extensamente en los periódicos alemanes.